# Globularia amygdalifolia
Espèce
Statut de conservation UICN

 EN B1ab(ii)+2ab(ii) : En danger
Globularia amygdalifolia est une espèce de plantes à fleurs de la famille des Plantaginacées endémique du Cap-Vert.

## Répartition et habitat
Cette espèce est présente sur les îles de Santo Antão, São Nicolau, Santiago, Fogo et Brava. Elle est restreinte aux zones humides et sub-humides.